# اندرو چتکاتی
اندرو چتکاتی (به انگلیسی: Andrew Chetcuti) (زادهٔ ۱۹ نوامبر ۱۹۹۲) شناگر اهل مالت است.